# São Cristóvão de Lafões
A Freguesia de São Cristóvão de Lafões foi uma freguesia portuguesa do Município de São Pedro do Sul, que tinha 7,11 km² de área e 191 habitantes (2011), e, por isso, uma densidade populacional de 26,9 hab./km².
Foi extinta (agregada) pela reorganização administrativa de 2012/2013, sendo o seu território integrado na União das Freguesias de Santa Cruz da Trapa e São Cristóvão de Lafões.

## População
| População da freguesia de São Cristóvão de Lafões | População da freguesia de São Cristóvão de Lafões | População da freguesia de São Cristóvão de Lafões | População da freguesia de São Cristóvão de Lafões | População da freguesia de São Cristóvão de Lafões | População da freguesia de São Cristóvão de Lafões | População da freguesia de São Cristóvão de Lafões | População da freguesia de São Cristóvão de Lafões | População da freguesia de São Cristóvão de Lafões | População da freguesia de São Cristóvão de Lafões | População da freguesia de São Cristóvão de Lafões | População da freguesia de São Cristóvão de Lafões | População da freguesia de São Cristóvão de Lafões | População da freguesia de São Cristóvão de Lafões | População da freguesia de São Cristóvão de Lafões |
| ------------------------------------------------- | ------------------------------------------------- | ------------------------------------------------- | ------------------------------------------------- | ------------------------------------------------- | ------------------------------------------------- | ------------------------------------------------- | ------------------------------------------------- | ------------------------------------------------- | ------------------------------------------------- | ------------------------------------------------- | ------------------------------------------------- | ------------------------------------------------- | ------------------------------------------------- | ------------------------------------------------- |
| 1864                                              | 1878                                              | 1890                                              | 1900                                              | 1911                                              | 1920                                              | 1930                                              | 1940                                              | 1950                                              | 1960                                              | 1970                                              | 1981                                              | 1991                                              | 2001                                              | 2011                                              |
| 367                                               | 356                                               | 407                                               | 383                                               | 383                                               | 406                                               | 478                                               | 370                                               | 385                                               | 378                                               | 370                                               | 295                                               | 266                                               | 231                                               | 191                                               |

| Distribuição da População por Grupos Etários | Distribuição da População por Grupos Etários | Distribuição da População por Grupos Etários | Distribuição da População por Grupos Etários | Distribuição da População por Grupos Etários | Distribuição da População por Grupos Etários | Distribuição da População por Grupos Etários | Distribuição da População por Grupos Etários | Distribuição da População por Grupos Etários | Distribuição da População por Grupos Etários |
| -------------------------------------------- | -------------------------------------------- | -------------------------------------------- | -------------------------------------------- | -------------------------------------------- | -------------------------------------------- | -------------------------------------------- | -------------------------------------------- | -------------------------------------------- | -------------------------------------------- |
| Ano                                          | 0-14 Anos                                    | 15-24 Anos                                   | 25-64 Anos                                   | > 65 Anos                                    |                                              | 0-14 Anos                                    | 15-24 Anos                                   | 25-64 Anos                                   | > 65 Anos                                    |
| 2001                                         | 45                                           | 31                                           | 102                                          | 53                                           |                                              | 19,5%                                        | 13,4%                                        | 44,2%                                        | 22,9%                                        |
| 2011                                         | 21                                           | 24                                           | 89                                           | 57                                           |                                              | 11,0%                                        | 12,6%                                        | 46,6%                                        | 29,8%                                        |

Média do País no censo de 2001:  0/14 Anos-16,0%; 15/24 Anos-14,3%; 25/64 Anos-53,4%; 65 e mais Anos-16,4%
Média do País no censo de 2011:   0/14 Anos-14,9%; 15/24 Anos-10,9%; 25/64 Anos-55,2%; 65 e mais Anos-19,0%

## Património
- Convento de São Cristóvão de Lafões ou Real Mosteiro de São Cristóvão de Lafões ou Convento de São Cristóvão ou ainda, Igreja de Lafões
- Capelas da Senhora da Boa Morte e de São Caetano
- Pontes de Cunhedo, dos Frades e do rio Teixeira
- Trecho de calçada romana
- Casa do Milhões
- Cruzeiros do Monteiro e da Gralheira
- Pórtico do Monteiro
- Serra da Gralheira